# 竹刑
竹刑，為春秋時代鄭國鄧析將刑律書寫在竹簡上的刑法條文。
晉朝人杜預註解《左傳》時提到，鄧析「欲改鄭所鑄舊制，不受君命，而私造刑法，書之於竹簡，故言竹刑」。